# Montageschaum
Montageschaum, oft auch Bauschaum, Isolierschaum, Füllschaum oder Dämmschaum genannt, ist ein Ortschaum, der im Bauwesen zur Abdichtung, zum Kleben und zum Dämmen verwendet wird. Man spricht dann von „Ausschäumen“.
Montageschaum basiert normalerweise auf Polyurethan und wird dann auch als PU-Schaum und PUR-Schaum bezeichnet. Er klebt sehr gut auf vielen Materialien. Es gibt ihn als Einkomponenten-Schaum (1K) oder auch als Zweikomponenten-Variante (2K).
Typische Anwendungsgebiete im Bauwesen sind
1. die (schnelle) Befestigung und Fixierung von Bauelementen (Zargen, Fensterrahmen, Verteilerkästen …), Dämmstoffen und ähnlichem, sowie
2. das Verfüllen von Hohlräumen und Spalten zum Zweck des Wärmeschutzes, des Schallschutzes, zum Schutz vor Kondensation sowie zum Abdichten gegen Luftströmungen, Flüssigkeiten und gegen das Eindringen von Staub, Tieren etc.

Noch nicht ausgehärteter, frischer Schaum lässt sich mit einem öligen Tuch abwischen oder mit Aceton anlösen. Ausgehärteter Schaum ist nur noch mechanisch entfernbar.

## Einkomponenten-Montageschaum

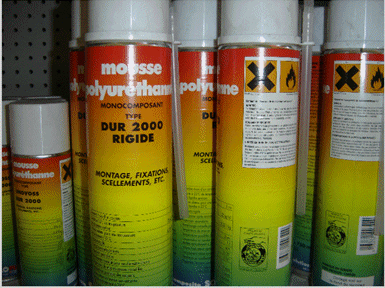
Sprühdosen mit Ein-Komponenten-Montageschaum

Einkomponenten-Montageschaum (1K-PU-Schaum) wird in Aerosoldosen, bei großen Mengen auch in Druckbehältern angeboten. Die Verarbeitung erfolgt direkt aus der Dose, mit einem Handdispenser oder einem Dosiergerät. 1-K-Schäume machen in Deutschland mit 80 Prozent den Großteil des Marktes aus.
Einkomponentenschaum besteht aus einem Prepolymer von Isocyanat und Polyol. Diese Verbindungen werden aus höhermolekularen Polyolen mit einem stöchiometrischen Überschuss an Isocyanat hergestellt. Auf diese Weise liegen Verbindungen vor, die bereits über Urethanbindungen verfügen, die aber andererseits noch reaktionsfähige Isocyanatgruppen (sog. Isocyanatopolyurethane) besitzen, die der Reaktion mit Feuchtigkeit zugänglich sind.
Die Dosen müssen vor ihrer Anwendung geschüttelt werden, um die Komponenten gut zu vermischen. Ein Treibmittel bewirkt, dass das Material austritt und aufschäumt. Der Kontakt mit der Luftfeuchtigkeit setzt die chemische Reaktion in Gang, die den Schaum aushärten lässt. Üblicherweise reicht die in der Luft enthaltene Feuchtigkeit (mindestens 40 % relative Feuchte) zur Aushärtung aus, an besonders warmen und trockenen Tagen sowie zur Beschleunigung der Aushärtung können die betroffenen Flächen vor dem Auftrag des Schaums leicht angefeuchtet werden.
Entscheidend für die Schaumqualität und den Verlauf der Reaktion sind Umgebungstemperatur, relative Luftfeuchte und die Feuchte der Kontaktmaterialien. Bei einer Umgebungstemperatur von 20 °C härtet 1K-PU-Schaum innerhalb von rund fünf bis acht Stunden aus.
Die auf dem Bau eingesetzten Polyurethan-Ortschäume (Frothing-Schäume) expandieren durch Verdampfen der gelösten oder emulgierten Treibmittel unmittelbar nach Entnahme aus dem Druckbehälter. Die bei Härtereaktion entstehenden primären Amine setzen sich mit weiteren Isocyanatgruppen zu Polyharnstoffen um. Kritisch kann bei dieser Reaktion die Bildung von Kohlendioxid durch den Zerfall der instabilen Carbaminsäurederivate sein. Je nach Formulierung ist durch das gebildete Kohlendioxid eine Blasenbildung in der ausgehärteten Polymerschicht möglich. Diese unerwünschte Eigenschaft wird durch einen hohen Gehalt an Isocyanatgruppen, durch eine geringe Viskosität, eine schnelle Aushärtung und auch bei einem porösen Untergrund begünstigt.
Die Schäume härten von außen, wo die Feuchtigkeit zuerst wirkt, nach innen aus. Nach etwa 10 Minuten sind die meisten Schäume klebfrei und nach ca. 45–60 Minuten auch schneidbar. Nach drei bis fünf Stunden können sie voll belastet werden.

## Zweikomponenten-Montageschaum
2-K-Schäume haben einen weiteren Reaktionspartner: den sogenannten Vernetzer oder Härter. Dieser befindet sich als zusätzliche Verpackungseinheit entweder in der Dose oder wird extra zugeführt. Anfeuchten zum Aushärten ist hier nicht nötig. Der Anwender muss den Härter aktivieren, wie auf der Dose beschrieben. Gleichmäßig gefärbter Schaum zeigt den Erfolg des Mischvorgangs. 2-K-Schäume, in denen die Stoffe in der Dose reagieren, müssen innerhalb der auf dem Etikett angegebenen Zeitspanne verarbeitet werden. Der 2-K-Schaum erreicht höhere Festigkeiten als 1-K-Schaum und härtet sehr schnell und gleichmäßig aus. Das vereinfacht die Kontrolle der Aushärtung.
Bei unterschiedlichen Systemen findet die Zusammenführung der beiden Komponenten und damit die Auslösung der Reaktion entweder erst unmittelbar nach Austritt aus der Dose oder durch Mischen innerhalb der Kartusche statt. Mit dem Auslösen der Reaktion innerhalb der Kartusche beginnt die Verarbeitungsdauer, die bei diesem System nur wenige Minuten (meist 5 bis 10 Minuten) in Anspruch nehmen darf. Bei Zweikomponenten-Schäumen muss der Untergrund absolut trocken sein. Der Schaum härtet unabhängig von Luft- und Werkstofffeuchte innerhalb von 20 bis 30 Minuten vollständig aus. Die Gefahr einer Nachreaktion wie bei Einkomponentenschaumes besteht nicht.
2-K-Schäume bestehen aus einem niedrigmolekularen Polyisocyanat und einem gleichfalls verhältnismäßig niedrigmolekularen Polyol in stöchiometrischem Verhältnis. Bei bifunktionellen Monomeren entstehen im Wesentlichen lineare, thermoplastische Produkte, die auch als Schmelzklebstoffe Verwendung finden. Tri- und mehrfunktionelle Monomere führen zu hochvernetzten, duromeren Klebschichten. Je nach der Reaktivität der Ausgangsmonomere lassen sich Systeme mit unterschiedlichen Topfzeiten einstellen. Zu lange Reaktionszeiten können durch die Zugabe von Beschleunigern (z. B. Triethylamin, Bleioleat) abgekürzt werden. Durch gezielte Auswahl der Monomere lassen sich die klebschichtbestimmenden Eigenschaften wie Festigkeit, Elastizität, deformationsmechanisches Verhalten sowie Beständigkeit gegenüber chemischen Einflüssen steuern.

## Eigenschaften
PU-Schäume sind im ausgehärteten Zustand unverrottbar und fäulnisresistent und zusätzlich beständig gegen Öl, Benzin, Laugen und diverse Lösungsmittel, allerdings nicht gegen UV-Strahlung. Wenn sie über Wochen dem Tageslicht ausgesetzt sind, vergilben und verspröden sie.
Bauschaum ist weder dampf- noch wasserdicht. Alle PU-Schäume sind brennbar.
Bauschaum haftet auf allen saugenden Oberflächen wie Beton, Putz, Mauerwerk, Faserzement und Holz, sofern die Oberfläche öl- und staubfrei ist. Dies ist auch das typische Anwendungsfeld von nicht aufschäumenden Montageklebern. Im Gegensatz zu Montageklebern auf Dispersionsbasis (wasserhaltig) haftet Montageschaum jedoch auch auf nichtsaugenden Materialien wie Metallen und einigen Kunststoffen. Nichtsaugende glatte Materialien sollten vor dem Auftrag des Schaums mit Schleifmitteln angeraut oder mit Haftverbesserern behandelt werden.
Abstaubende Untergründe sowie Lehm und Gips müssen mit Tiefgrund oder ähnlicher Grundierung vorbehandelt werden. Gips saugt so stark, dass dem PU-Schaum nicht mehr genügend Feuchtigkeit zum Aushärten zur Verfügung steht.
Auf schwierig zu klebenden Kunststoffen wie PTFE (Teflon), Silikon, PE- und PP haftet auch Bauschaum nicht.
Gewöhnliche 1-Komponenten PU-Schäume können bei Temperaturen zwischen 5 und 30 °C verarbeitet werden. Kältere Temperaturen verzögern die Aushärtung und können die Festigkeit des Schaums herabsetzen, sofern nicht spezieller Winterschaum verwendet wird. Bei höheren Temperaturen kann der Schaum verlaufen.
Ausreagierter PU-Schaum verträgt Temperaturen von −40 bis 80 °C.

## Isocyanatgehalt

### Isocyanathaltige Schäume
Polyurethane (PUR) sind eine besonders vielseitige Gruppe von Kunststoffen für den Einsatz in den unterschiedlichsten Bereichen des täglichen Lebens. So findet sich PUR als Hart- oder Weichschaum in effektiven Wärme- und Kältedämmungen, Möbelpolstern, Autositzen oder Matratzen.
Der vielseitige Stoff hat darüber hinaus auch Anwendung als Isolierung von elektrischen oder elektronischen Bauteilen und findet sich in modernen Hochleistungslacken, aber auch in modernsten Sportschuhen und Bodenbelägen, wieder.

### Isocyanatreduzierte bzw. MDI-reduzierte Schäume
Ein isocyanatreduzierter Schaum ist ein Schaum, in dem der Gehalt an Methylendiphenylisocyanate (MDI; freies Isocyanat) reduziert wurde.
Schäume mit mäßiger Reduktion enthalten weniger als 1 %, Schäume mit starker Reduktion enthalten weniger als 0,1 % reaktiver Ketten im MDI.

### Isocyanatfreie bzw. MDI-freie Schäume
Diese Montageschäume enthalten zwar das Polyurethangerüst, aber keine freien Isocyanatgruppen mehr, da diese in einer Vorstufe chemisch zum neutralen Urethangerüst umgesetzt wurden. Die Aushärtung der Schäume beruht auf reaktionsfähigen Silangruppen, die nach dem Ausschäumen aus der Dose durch Reaktion mit der Umgebungsfeuchte zur Vernetzung und damit zur Aushärtung des ausgebrachten Schaumes führen. Da bei diesen kein Kohlendioxid als Treibmittel gebildet wird, werden sie durch Propan oder Butan aufgeschäumt. Bei der Vernetzung des Silangruppen entsteht als Reaktionsprodukt Methanol.

## Verwendung
Bauschaum dient in der Regel als Befestigungsmittel bzw. als Montagehilfe, als Dämmstoff oder als Füllmaterial um Luftströmungen und das Eindringen von Objekten und Stoffen zu verhindern. Handelsübliche Qualitäten eignen sich zur Verwendung als Füllschaum, wenn keine weitergehenden Anforderungen gegeben sind. Bei Dämmschaum wird die Ausbildung von möglichst feinen Poren angestrebt, welche den Dämmwert verbessern.

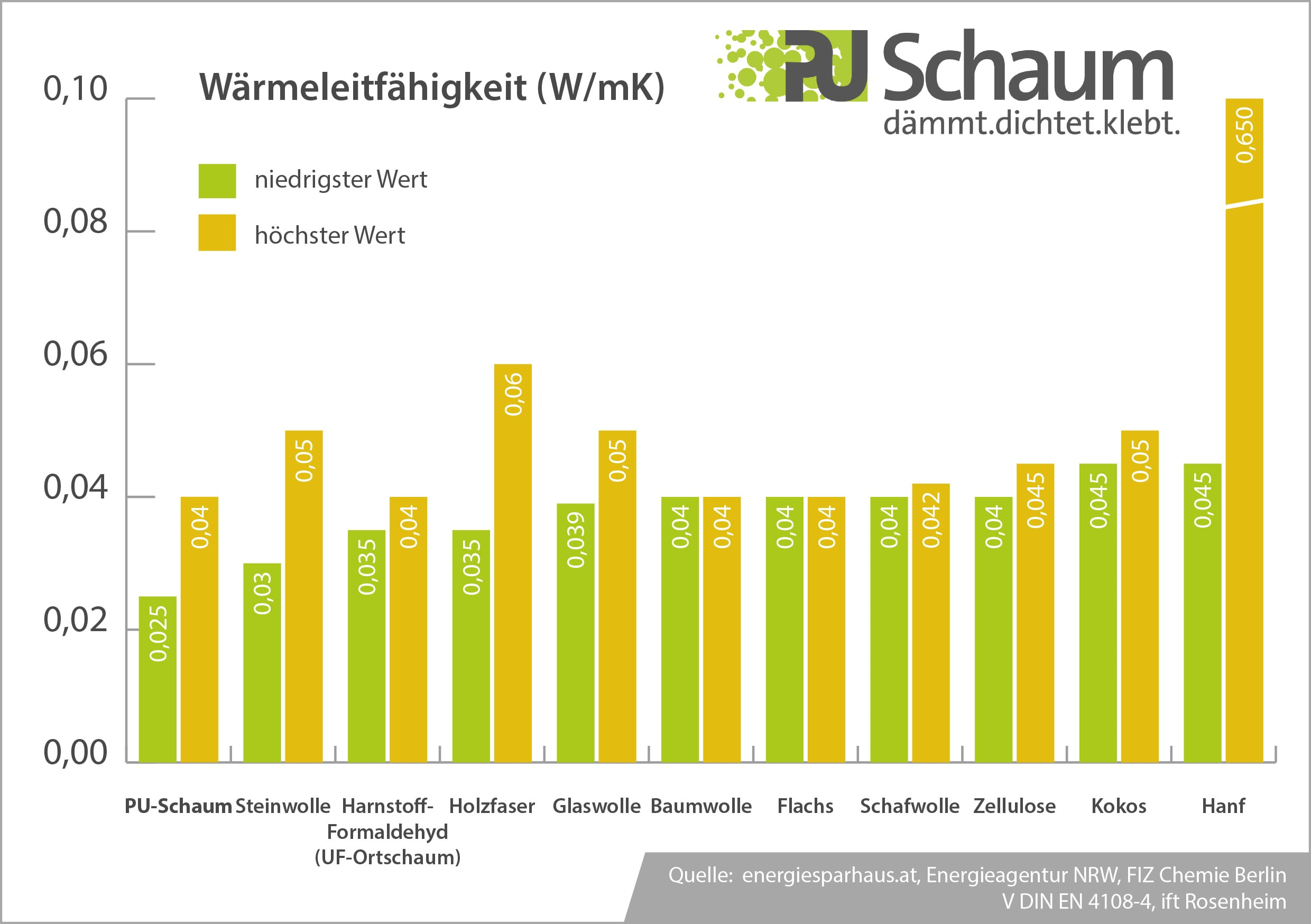
Wärmeleitfähigkeit von Dämmstoffen im Vergleich

Das Brandverhalten des zur Verwendung in Gebäuden angebotenen Schaums muss der bisherigen Klassifizierung B2 – normal entflammbar – entsprechen. Leicht entflammbare B3-Schäume werden in Deutschland nur selten zum Verkauf angeboten. Schäume mit der Klassifizierung B1 – schwer entflammbar – werden umgangssprachlich auch als Brandschutzschaum bezeichnet. 

Die Klassifizierungen B2 bzw. B3 werden in Zukunft voraussichtlich durch die Bezeichnungen E bzw. F nach der neuen europäischen Norm EN 13501-2 (EI) ersetzt werden.

### Klebeschaum
Klebeschaum oder PU-Kleber härtet schnell aus und haftet gut. Er wird in erster Linie zur Befestigung der Dämmplatten von Wärmedämmverbundsystemen (WDVS) an Fassaden und Kellerdecken eingesetzt, kann aber auch zum Anbringen von Gipskarton- und Gipsfaserplatten verwendet werden.
Der Dämmwert liegt zwischen 0,26 und 0,04 W/(m²K).
Wenn der Klebeschaum relativ hohlraumfrei appliziert wird, verbessert er somit den Wärmedurchlasswiderstand des Bauteils.
PU-Kleber ist leichter aufzutragen und härtet schneller aus, als zementhaltiger Klebe- und Armierungsmörtel.
Klebeschaum soll nur schwach expandieren, um die Dämmplatten kontrolliert und gleichmäßig anbringen zu können.
Klebeschäume benötigen eine bauaufsichtliche Zulassung für das verwendete Wärmedämmverbundsystem.
Auch PU-Klebeschaum zur Verfugung von nicht tragenden Mauern benötigt eine bauaufsichtliche Zulassung. Zu diesem Einsatzzweck wird bevorzugt sogenannter teilkollabierender Schaum eingesetzt.
PU-Kleber wird ebenfalls zum Verschließen von offenen Stoßfugen zwischen Dämmplatten verwendet.
PU-Kleber kann in gewissen Fällen als Ersatz für traditionellen Verlegemörtel beim Aufmauern und Versetzen von Kunst- und Naturstein dienen.
Es gibt auch sogenannten Montagekleber auf PU-Basis. Dieser schäumt aber nicht oder nur wenig auf. Auch zum Verkleben von Holz wird Holzleim auf PU-Basis verwendet, der nur leicht aufschäumt.

### Zargenschaum
Zargenschaum ist fester und schwerer als gewöhnlicher Bauschaum. Die Rohdichte sollte zwischen 25 und 30 kg/m³ liegen. Die erhöhte Dichte führt zu einem besseren Schalldämmwert und einer besseren Beständigkeit des Schaums.
Die meisten Zargenschäume bestehen aus 2 Komponenten, die miteinander vermischt werden und zur Aushärtung keine Luftfeuchtigkeit benötigen. Nach der Aktivierung der Härterkomponente muss der Schaum innerhalb weniger Minuten verarbeitet werden.
Die Türzarge muss vor dem Einbringen des Schaums in der Regel durch Spreizen abgestützt werden, damit der expandierende Schaum die Zarge nicht ausbeult.
Etwa eine halbe Stunde nach Beginn der Aushärtung können die Spreizen entfernt werden.
Wenn die Schaumfüllung der Zarge weder besondere Anforderungen an die Schalldämmung noch Luftdichtigkeit gewährleisten muss, genügt es, ein Fünftel bis ein Drittel der senkrechten Zargenfläche mit Schaum auszufüllen, vorzugsweise dort, wo die Scharniere sich befinden. Eine 400-Milliliter-Dose kann dann für zwei bis drei Türen ausreichen. Die Zargen von leichten Innentüren können ohne zusätzliche Befestigung auskommen.
Der Untergrund sollte fest, sauber, staub- und fettfrei sein und kann aus Holz, Beton, Ziegel oder Metall bestehen. Unsicher ist die Haftung auf Gips, Glas und glasierter Keramik. Auf Polyethylen, Polypropylen, Silikon und öligem Untergrund besteht keine Haftung.

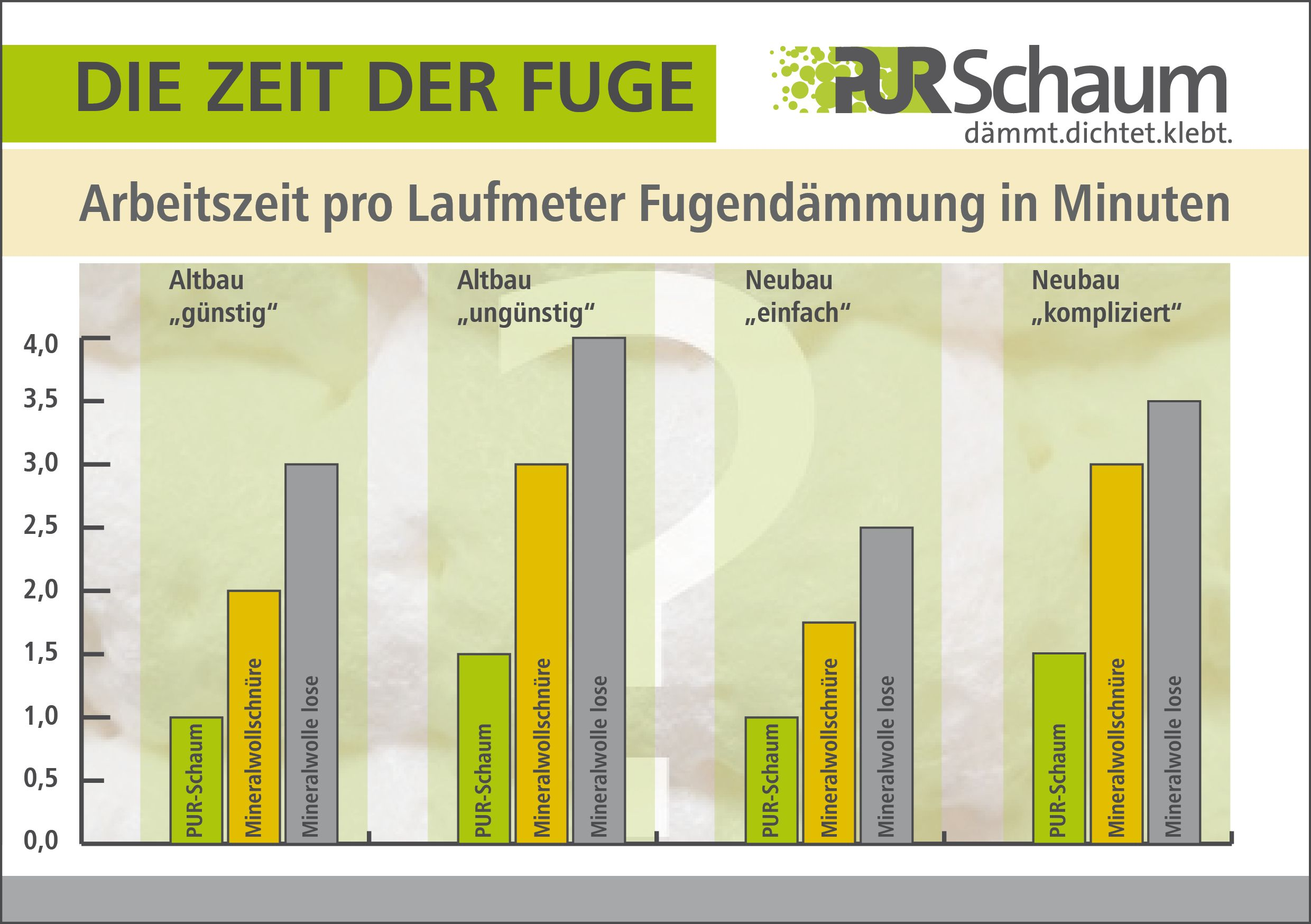
Arbeitszeit, die zum Einbringen von Fugendämmmaterial benötigt wird, im Vergleich

### Fensterschaum
Fensterschaum wird wie Zargenschaum zur Befestigung und Abdichtung von Tür- und Fensterrahmen eingesetzt. Fensterschaum ist jedoch flexibler, so dass dieser auch die Wärmedehnung von Rahmen ausgleichen kann, die in der Fassade montiert werden und Sonneneinstrahlung ebenso wie Frost ausgesetzt sind.
Elastische Schäume sind leichter komprimierbar. Der charakteristische Wert für die Kompressionskraft sollte bei unter 20 kN liegen (gegenüber den 30 bis 60 kN von gewöhnlichem Bauschaum).
Fensterschaum sollte wie Schlagsahne aus der Dose treten und an Ort und Stelle haften bleiben. Schlechtere Produkte können ölig oder zähflüssig wirken und rutschen unter Umständen ab.
Um eine gute Wärmedämmung zu erreichen, sollte der ausgehärtete Schaum beim Anschneiden eine feinporige Struktur aufweisen.
Montageschaum sollte generell nicht länger als einige Wochen dem Tageslicht ausgesetzt werden, da er sich unter dem Einfluss von UV-Strahlung mit der Zeit zersetzt.
Fensterschaum dient in erster Linie der Schall- und Wärmedämmung. Er trägt zur Fixierung des Rahmens bei, darf aber statisch nicht angerechnet werden. Fenster oder Türen müssen in erster Linie durch mechanische Befestigungsmittel gehalten werden.
Da Montageschaum nicht ausreichend dampfdicht ist, wird in gemäßigten und kalten Klimazonen auf der Innenseite der Fuge eine Dampfbremse angebracht, die die Kondensation von Wasserdampf in der Fuge verhindern soll; etwa in Form eines Fugendichtungsbands, einer Fugendichtungsfolie oder als pastöser Dichtstoff.
Auf der Außenseite wird der Schaum schlagregendicht und luftdicht abgedeckt. Das bewegungsaufnahmefähige Abdichtungsprodukt soll an dieser Stelle aber diffusionsoffen sein, damit in der Fuge enthaltene Feuchtigkeit verdunsten kann.
Vor der Einführung von Montageschäumen wurde die Fuge zwischen Rahmen und Baukörper mit Hanfwolle und ähnlichem Material ausgestopft. PU-Schaum ist jedoch deutlich schneller zu verarbeiten als Stopfwolle.

### Brunnenschaum
Brunnenschaum ist zur Verwendung im Tiefbau an dauerfeuchten Orten gedacht, z. B. zum Abdichten von Schachtringen von Brunnen oder Zisternen, von Wasserleitungen und Abwasserrohren.
Brunnenschaum kann anstelle von zementhaltigem Mauer- und Versetzmörtel sowie Schlämmen im Wasserbau eingesetzt werden.
Brunnenschaum ist wasserfest, frei geschäumt ist er jedoch nicht vollständig wasserdicht. Beim Versetzen von Schachtringen wird eine wasserdichte Verbindung der Ringe erreicht, indem der Schaum zwischen den Ringen komprimiert und verdichtet wird. Bestimmte Produkte werden mit den Schachtringen einzelner Hersteller zusammen geprüft und zugelassen.
Je nach Produkt dauert der Härtungsprozess 6 bis 20 Stunden. Der Schaum dehnt sich während dessen noch weiter aus. Anschließend kann er mit einem scharfen Messer geschnitten werden. Zur Verbesserung der Abdichtung können die Schnittstellen mit Silikon bestrichen werden.
Brunnenschaum ist beständig gegenüber verdünnten Säuren und Laugen, sowie verrottungs- und fäulnisbeständig und haftet auf Beton, Ziegeln, Holz, Putz, Kunststoffen und Metallen. Polyethylen und Polypropylen sowie ölige Oberflächen lassen sich jedoch nicht verkleben.
Brunnenschaum sollte nicht in direkten Kontakt mit Trinkwasser treten.
Obwohl 1-Komponenten-PU-Schaum zur Aushärtung Feuchtigkeit benötigt, sollte die Umgebung vor der Anwendung von Brunnenschaum nicht befeuchtet werden.
Die Haftflächen sollten eine Temperatur von 5 bis 25 °C aufweisen. Die Dose sollte bei der Verwendung 15 bis 25 °C warm sein.
Mit einer 750-Milliliter-Dose lässt sich in der Praxis ein Strang von bis zu 30 Metern Länge ziehen.
Gerade in engen Schächten kann das austretende Treibgas mit der Luft ein explosionsfähiges Gemisch bilden. Funkenbildung sollte darum vermieden werden.

### Winterschaum
Winterschäume können bei Temperaturen von bis minus 10 Grad, teilweise auch bis minus 20 Grad Celsius eingesetzt werden.
Da kalte Luft wenig Luftfeuchtigkeit enthält, benötigt der Schaum im Winter länger zur Aushärtung.
Winterschäume sollen auch unter diesen Bedingungen eine feine Struktur ausbilden und gute Dämmwerte erreichen.
Die Dose selber darf bei der Verarbeitung nicht kälter als 5 °C sein, sonst tritt der zähe Schaum nicht mehr aus dem Sprühventil aus.
Gewöhnlicher Bauschaum erreicht unter Umständen bei tiefen Temperaturen keine ausreichende Festigkeit und härtet grobporig aus.

### Brandschutzschaum
Brandschutzschaum dient häufig zum Füllen und Abdichten von Fugen in Bauteilen, die Brandabschnitte begrenzen.
Brandschutzschaum muss der Klassifizierung B1 – schwer entflammbar – nach der (auslaufenden) DIN 4102-Teil 1 entsprechen.
Zum Erreichen einer Feuerwiderstandsklasse nach der neueren europäischen Norm EN 13501-2 (EI) muss Brandschutzschaum in der Regel mit anderen brandhemmenden Materialien ergänzt werden.
Die Klassifizierung B2 nach der DIN 4102 lässt sich den europäischen Klassen D und E zuordnen. B2-Schaum entspricht in der Regel der Klasse E nach der EN 13501-1.
B1-Schaum lässt sich nicht unmittelbar einer Klasse nach EN 13501-1 zuordnen, da die Prüfverfahren sich unterscheiden und die EN 13501 zusätzlich danach differenziert, ob das Material beim Brand raucht oder abtropft.

## Verarbeitung
PU-Schaum wird zum Dämmen, Füllen, Kleben und Isolieren eingesetzt und ist im Baustoffhandel in Dosen mit 300–750 Millilitern Inhalt erhältlich. 1K-Schaum benötigt Feuchtigkeit zum Aushärten. Diese Feuchtigkeit kommt zum einen aus den umgebenden Materialien (z. B. Ziegel) und zum anderen aus der Luft. Um das bestmögliche Ergebnis zu erzielen, ist oft ein zusätzliches Vorfeuchten der Fuge erforderlich. 2K-Schaum härtet in sich aus, ohne die Einwirkung von Feuchtigkeit, da die zum Härten benötigten Komponenten bereits in der Dose sind und beim Aktivieren gemischt werden. 1K-Schäume mit Silangruppen werden wie herkömmliche 1K-PU-Schäume verarbeitet und benötigen für die Härtung ebenfalls Luftfeuchtigkeit.
Die Dose muss vor der Verarbeitung kräftig geschüttelt werden.
Im Gegensatz zu anderen Aerosoldosen enthalten Bauschaumdosen kein Steigrohr, da dieses durch den Schaum verkleben würde. Zur vollständigen Entleerung der Dose sollte diese auf den Kopf gedreht werden.
Zur Verarbeitung von sogenanntem Pistolenschaum wird eine PU-Schaum-Pistole benötigt, auf welche die Bauschaumdose aufgeschraubt wird. Mithilfe der Pistole lässt sich der Schaum leichter dosieren als dies bei Dosen mit Adapterröhrchen möglich ist, die ohne weiteres Zubehör verwendet werden können.
Einkomponenten-Schaum benötigt Feuchtigkeit zum Aushärten. Sind sowohl die Umgebungsluft wie auch die Flächen, auf die der Schaum aufgetragen wird, sehr trocken, so verzögert sich die Aushärtung und der Schaum kann später nachquellen, wenn wieder Feuchtigkeit zur Verfügung steht. Einige spezielle 1-K-Schäume benötigen keine Feuchtigkeit. Entsprechende Hinweise sollten sich auf der Packung befinden.
Wenn größere Hohlräume gefüllt werden sollen, empfiehlt es sich, die Wandungen leicht anzufeuchten, sowie den Schaum lagenweise einzubringen und jede Schicht leicht mit Wasser zu benetzen.
Montageschaum dient beispielsweise der Fenstermontage und der Türzargenmontage. Bei der Montage von Türzargen wird der Raum zwischen der Wand und dem Türrahmen punktuell mit Montageschaum gefüllt. Da PU-Schaum nach dem Einbringen noch aufquellen kann, müssen dünnwandige Zargen verstrebt werden, um den Verzug des Profils zu verhindern.

## Entsorgung
Gebrauchte PUR-Schaumdosen sind in Deutschland vom Gesetzgeber als gefährlicher Abfall (Sondermüll) zur Verwertung eingestuft. Diese Einstufung ist notwendig, da auch entleerte PUR-Schaumdosen noch flüssige Reste enthalten. Sie dürfen deswegen nur über definierte Rücknahmesysteme entsorgt werden. Einzelne Dosen werden von den lokalen Abfallentsorgern kostenfrei entgegengenommen. Auch viele Baumärkte und Fachhändler nehmen gebrauchte Montageschaumdosen zurück. Die Verbraucher von größeren Mengen können die jeweiligen Lizenzgeber auch anrufen (im Regelfall über eine Freecall-Nummer), ihre Mengen anmelden und für eine kostenfreie Abholung bereitstellen. Den jeweiligen Lizenzgeber erkennt man an dem Logo auf der PUR-Schaumdose.
Die Rücknahme erfolgt auf der Basis des § 25 Kreislaufwirtschaftsgesetz (KrWG) in Verbindung mit dem § 15 aus dem Verpackungsgesetz. Damit kommen die Hersteller dem § 23 (Produktverantwortung) aus dem KrWG nach.

## Sicherheitshinweise
Isocyanate als Hauptbestandteile von Montageschäumen gelten seit längerer Zeit als Risikostoffe, weil sie z. B. Augen-, Haut- und Atemwegsreizungen verursachen können. In neueren Studien stehen diese Stoffe sogar im Verdacht, Krebs auslösen zu können. Alle Bauschäume, die mehr als 1 % MDI enthalten, müssen daher mit dem Hinweis H351 – Achtung! Kann vermutlich Krebs erzeugen (früher R40 – Verdacht auf krebserzeugende Wirkung) gekennzeichnet werden. Die so gekennzeichneten Produkte durften gemäß deutscher Chemikalien-Verbotsverordnung für einige Jahre an Privatkunden nur durch sachkundiges Personal verkauft werden und nicht frei zugänglich sein, sondern mussten beispielsweise in einer Vitrine verschlossen werden. Ausgenommen von dieser Regelung waren Bauschäume, die unter 1 % freies Isocyanat enthalten, also z. B. isocyanatreduzierte Schäume oder solche, die über Silane vernetzen. Bei Letzteren werden die freien Isocyanate schon bei der Herstellung des Prepolymers mit speziellen alpha-Silanen chemisch vollständig abreagiert. Falls der Schaum versehentlich auf die Haut gelangt, kann er ohne weiteres einfach abgerieben werden und hinterlässt nicht die für PU-Schäume typischen schwarzen Flecken.
Mit dem Inkrafttreten der aktualisierten Chemikalien-Verbotsverordnung am 26. Januar 2017 wurde das Selbstbedienungsverbot für den Verkauf von PU-Schaumdosen aufgehoben. MDI-haltige Produkte fallen nicht länger unter die Regelung der Verordnung, sofern sie den Gefahrenhinweis H351 tragen. Für den Handel heißt das, dass Bauschaumdosen wieder frei zugänglich im Verkaufsregal stehen dürfen.
Wird 1K-Bauschaum ohne Belüftung in geschlossenen Räumen verarbeitet, kann das Treibgas (Propan-Butangemisch) unter Umständen mit der Raumluft ein explosionsfähiges Gas-Luftgemisch bilden. Funken von Lichtschaltern und Bürstenfeuer von Bohrmaschinen, Staubsaugern u. ä. genügen dann zur Entzündung. Das in 750 ml Bauschaum (1 Standarddose) enthaltene Treibgas kann mit der Umgebungsluft ca. 6 m³ explosionsfähiges Gas-Luftgemisch bilden.

## Richtlinien
- In der VOB/C ATV DIN 18355, Tischlerarbeiten, Abschnitt 3.5 wird der Einbau von Fenstern und Türen geregelt.